# Juneau
Cet article possède des paronymes, voir Juno, Junot et Junon.
Pour les articles homonymes, voir Juneau (homonymie).
Juneau (/ˈd͡ʒu.noʊ/ ; en tlingit : Dzánti Kʼihéeni, /ˈtsántʰì kʼìˈhíːnì/) est la capitale de l'État et siège de la législature de l'Alaska, aux États-Unis, depuis 1906. En 2023, sa population était de 31 555 habitants, ce qui en faisait la troisième ville d'Alaska, loin derrière Anchorage (286 075 habitants en 2023) et juste derrière Fairbanks (31 856 habitants en 2023).

## Géographie

### Situation
Juneau est située sur la bande côtière alaskaine, au bord du détroit de Gastineau, un passage maritime des eaux côtières de l'Alaska du Sud-Est et de la Colombie-Britannique. Sa superficie totale est de 8 430,4 km2 dont 7 036,1 de terre et 1 394,3 d'eau (16,54 %). La ville se trouve au pied des chaînons Boundary (chaîne Côtière), dans un paysage très montagneux et couvert de glaciers, dont certains atteignent la mer.
L'altitude minimale de la ville est de 0 metres au niveau de la mer et monte jusqu'à 2452 mètre au sommet du Devils Paw.
Juneau est la seule capitale d’un État américain à ne pas être connectée par réseau routier au reste du pays ni à une grande partie de son territoire.

### Démographie
| Groupe               | Juneau | Alaska | États-Unis |
| -------------------- | ------ | ------ | ---------- |
| Blancs               | 69,8   | 66,7   | 72,4       |
| Autochtones d'Alaska | 11,8   | 14,8   | 0,9        |
| Métis                | 9,5    | 7,3    | 2,9        |
| Asiatiques           | 6,1    | 5,4    | 4,8        |
| Autres               | 1,2    | 1,6    | 6,2        |
| Afro-Américains      | 0,9    | 3,3    | 12,6       |
| Océaniens            | 0,7    | 1,1    | 0,2        |
| Total                | 100    | 100    | 100        |
|                      |        |        |            |
| Latino-Américains    | 5,1    | 5,5    | 16,7       |

En 2010, la population indigène est majoritairement composée de Tlingits et de Haïdas, qui représentent 12,23 % de la population de Juneau.
Selon l'American Community Survey, pour la période 2011-2015, 89,18 % de la population âgée de plus de 5 ans déclare parler l'anglais à la maison, 2,46 % l'espagnol, 2,39 % déclare parler le tagalog, 1,10 % l'ilocano, 0,98 % le tlingit, 0,58 % une langue chinoise, 0,58 % le vietnamien et 2,73 % une autre langue.
| Indicateur                             | Juneau   | États-Unis |
| -------------------------------------- | -------- | ---------- |
| Personnes de moins de 5 ans            | 6,0 %    | 6,1 %      |
| Personnes de moins de 18 ans           | 22,3 %   | 22,6 %     |
| Personnes de plus de 65 ans            | 10,4 %   | 15,6 %     |
| Femmes                                 | 48,8 %   | 50,8 %     |
| Personnes par foyer                    | 2,62     | 2,64       |
| Vétérans                               | 7,8 %    | 8,0 %      |
| Personnes nées étrangères à l'étranger | 8,2 %    | 13,2 %     |
| Personnes sans assurance maladie       | 13,4 %   | 10,2 %     |
| Personnes avec un handicap             | 7,4 %    | 8,6 %      |
| Revenus annuels                        | 40 592 $ | 29 829 $   |
| Personnes sous le seuil de pauvreté    | 7,4 %    | 12,3 %     |
| Diplômés du lycée                      | 95,6 %   | 87,0 %     |
| Diplômés de l'université               | 39,4 %   | 30,3 %     |

| 1890  | 1900  | 1910  | 1920  | 1930  | 1940  | 1950  | 1960  |
| ----- | ----- | ----- | ----- | ----- | ----- | ----- | ----- |
| 1 253 | 1 864 | 1 644 | 3 058 | 4 043 | 5 729 | 5 956 | 6 797 |

| 1970  | 1980   | 1990   | 2000   | 2010   | 2020   | - | - |
| ----- | ------ | ------ | ------ | ------ | ------ | - | - |
| 6 050 | 19 528 | 26 751 | 30 711 | 31 275 | 32 255 | - | - |

### Climat
La température moyenne en juillet est 18 °C, et en janvier −4 °C.
| Mois                                  | jan.     | fév.     | mars     | avril    | mai     | juin    | jui.    | août    | sep.    | oct.     | nov.     | déc.     | année            |
| ------------------------------------- | -------- | -------- | -------- | -------- | ------- | ------- | ------- | ------- | ------- | -------- | -------- | -------- | ---------------- |
| Température minimale moyenne (°C)     | −4,6     | −4,1     | −3       | 0,5      | 4,6     | 8,2     | 10,1    | 9,5     | 6,7     | 2,8      | −1,6     | −3,4     | 2,2              |
| Température moyenne (°C)              | −1,9     | −0,9     | 0,6      | 4,9      | 9,5     | 12,7    | 14      | 13,4    | 10,1    | 5,7      | 1,1      | −0,9     | 5,7              |
| Température maximale moyenne (°C)     | 0,6      | 2,1      | 4        | 9,3      | 14,2    | 16,9    | 17,8    | 17,2    | 13,4    | 8,5      | 3,5      | 1,5      | 9,1              |
| Record de froid (°C) date du record   | −30 1972 | −30 1968 | −26 1972 | −14 1963 | −4 1972 | −1 1971 | 2 1950  | −3 1948 | −5 1972 | −12 1984 | −21 2006 | −29 1949 | −30 1968 et 1972 |
| Record de chaleur (°C) date du record | 14 1958  | 14 1992  | 16 1998  | 23 2003  | 28 1947 | 31 1916 | 32 1975 | 31 1923 | 29 1895 | 20 1906  | 18 1923  | 15 1934  | 32 1975          |
| Ensoleillement (h)                    | 80,9     | 89,2     | 137,3    | 182,3    | 231,7   | 189,3   | 182,9   | 161,6   | 109,6   | 66,2     | 58,5     | 41,2     | 1 530,7          |
| Précipitations (mm)                   | 152,9    | 109,5    | 93,2     | 88,1     | 89,2    | 97      | 130,6   | 162,8   | 232,4   | 213,9    | 166,1    | 165,9    | 1 701,6          |
| dont neige (cm)                       | 62,2     | 42,4     | 31,5     | 3        | 0       | 0       | 0       | 0       | 0       | 2,3      | 35,1     | 46       | 222,5            |
| Nombre de jours avec précipitations   | 20,4     | 16,8     | 17,8     | 17,2     | 16,1    | 16,7    | 18,5    | 19,4    | 22,3    | 23       | 20,9     | 21,1     | 230,2            |
| Humidité relative (%)                 | 79,9     | 80,8     | 79,4     | 76,8     | 76,3    | 78,3    | 81,3    | 84,3    | 87,9    | 87,7     | 85,1     | 82,8     | 81,7             |
| Nombre de jours avec neige            | 10,3     | 8,2      | 7,5      | 1,2      | 0       | 0       | 0       | 0       | 0       | 0,7      | 6,2      | 10,1     | 44,2             |

| Diagramme climatique                                  |              |         |            |             |           |               |              |              |             |              |              |
| J                                                     | F            | M       | A          | M           | J         | J             | A            | S            | O           | N            | D            |
| 0,6−4,6152,9                                          | 2,1−4,1109,5 | 4−393,2 | 9,30,588,1 | 14,24,689,2 | 16,98,297 | 17,810,1130,6 | 17,29,5162,8 | 13,46,7232,4 | 8,52,8213,9 | 3,5−1,6166,1 | 1,5−3,4165,9 |
| Moyennes : • Temp. maxi et mini °C • Précipitation mm |              |         |            |             |           |               |              |              |             |              |              |

| Mois                                  | jan.     | fév.     | mars     | avril    | mai     | juin    | jui.    | août    | sep.    | oct.     | nov.     | déc.     | année    |
| ------------------------------------- | -------- | -------- | -------- | -------- | ------- | ------- | ------- | ------- | ------- | -------- | -------- | -------- | -------- |
| Température minimale moyenne (°C)     | −3,8     | −3,3     | −2,3     | 1,3      | 5,7     | 9,1     | 10,8    | 10,4    | 7,7     | 3,8      | −0,6     | −2,6     | 3        |
| Température moyenne (°C)              | −2,1     | −0,9     | 0,7      | 5,2      | 9,9     | 13,1    | 14,2    | 13,7    | 10,3    | 5,8      | 1        | −1,1     | 5,8      |
| Température maximale moyenne (°C)     | −0,4     | 1,5      | 3,8      | 9,2      | 14,1    | 17,1    | 17,6    | 16,9    | 13      | 7,9      | 2,7      | 0,4      | 8,7      |
| Record de froid (°C) date du record   | −24 1965 | −26 1968 | −22 1972 | −11 1963 | −3 1972 | 0 1971  | 3 1968  | 3 1974  | −3 1983 | −11 1984 | −20 1985 | −26 1964 | −26 1968 |
| Record de chaleur (°C) date du record | 14 2009  | 14 1992  | 16 2019  | 22 2003  | 26 2010 | 29 1991 | 32 1998 | 28 2019 | 23 1996 | 17 2003  | 13 2016  | 13 2017  | 32 1996  |
| Précipitations (mm)                   | 132,8    | 90,9     | 78,7     | 78       | 91,4    | 110,2   | 149,1   | 180,3   | 251,7   | 200,9    | 148,6    | 140      | 1 652,6  |
| dont neige (cm)                       | 58,4     | 39,6     | 26,7     | 4,1      | 0       | 0       | 0       | 0       | 0       | 2,3      | 31,2     | 48,5     | 210,8    |
| Nombre de jours avec précipitations   | 20,6     | 17,3     | 17,4     | 17,5     | 16,2    | 17      | 18,6    | 20      | 23,2    | 24,6     | 22       | 21,7     | 236,1    |
| Nombre de jours avec neige            | 10       | 7,6      | 6,2      | 1,1      | 0       | 0       | 0       | 0       | 0       | 0,5      | 5,7      | 9,8      | 40,9     |

## Histoire
Après que de l'or y est découvert, un camp de prospecteurs s'y installe, et la ville est véritablement créée en 1881 par Joseph Juneau et Richard Tighe Harris, baptisée plus tard en hommage au mineur canadien-français Joseph Juneau, originaire de Saint-Paul-l’Ermite (Repentigny), près de Montréal. Après l'époque des chercheurs d'or, de grandes mines souterraines sont creusées au début du XXe siècle, qui restent en exploitation jusqu'à la Seconde Guerre mondiale. On peut encore en découvrir les vestiges à l’île Douglas, reliée à Juneau par le pont de Juneau-Douglas.
La ville devient la capitale du territoire en 1906, en remplacement de Sitka.

## Culture
On peut trouver à Juneau le seul théâtre professionnel de l’État, le Perseverance Theatre. Juneau organise trois grands événements culturels : le Alaska Folk Festival (annuel), le Juneau Jazz & Classics Music Festivals et le CrossSound Festival pour la musique contemporaine et du monde. L'orchestre local Juneau Symphony joue régulièrement en ville. Le centre-ville contient plusieurs galeries d'art qui participent à l'événement mensuel First Friday Gallery Walk.

### Presse
Le Juneau Empire est le seul quotidien local.

## Politique et administration

### Administration de l'État
Juneau abrite les institutions de l'État d'Alaska, l'exécutif dirigé par le gouverneur et la législature, qui siègent au Capitole.

### Administration municipale
La ville est administrée par l’assemblée de Juneau qui comprend neuf membres dont le maire, élus pour trois ans.
| Période          | Période          | Identité         | Étiquette | Qualité     |
| ---------------- | ---------------- | ---------------- | --------- | ----------- |
| 1970             | 1973             | Joseph McLean    |           |             |
| 1973             | 1975             | William Macomber |           |             |
| 1975             | 1976             | Virginia Kline   |           |             |
| 1976             | 1983             | Bill Overstreet  |           |             |
| 1983             | 1985             | Fran Ulmer       | Démocrate |             |
| 1985             | 1988             | Ernest Polley    |           |             |
| octobre 1988     | octobre 1991     | Bruce Botelho    | Démocrate |             |
| octobre 1991     | 4 octobre 1994   | Jamie Parsons    |           |             |
| 4 octobre 1994   | 13 février 1995  | Byron Mallott    | Démocrate |             |
| 13 février 1995  | 3 octobre 2000   | Dennis Egan      | Démocrate |             |
| 16 octobre 2000  | 21 octobre 2003  | Sally Smith      | Démocrate |             |
| 21 octobre 2003  | 11 octobre 2012  | Bruce Botelho    | Démocrate |             |
| 2012             | 2015             | Merrill Sanford  | Démocrate |             |
| 20 octobre 2015  | 30 novembre 2015 | Greg Fisk        |           |             |
| 30 novembre 2015 | 28 mars 2016     | Mary Becker      |           | Par intérim |
| 28 mars 2016     | 15 octobre 2018  | Ken Koelsch      |           |             |
| 15 octobre 2018  | En cours         | Beth Weldon      |           |             |

## Jumelages

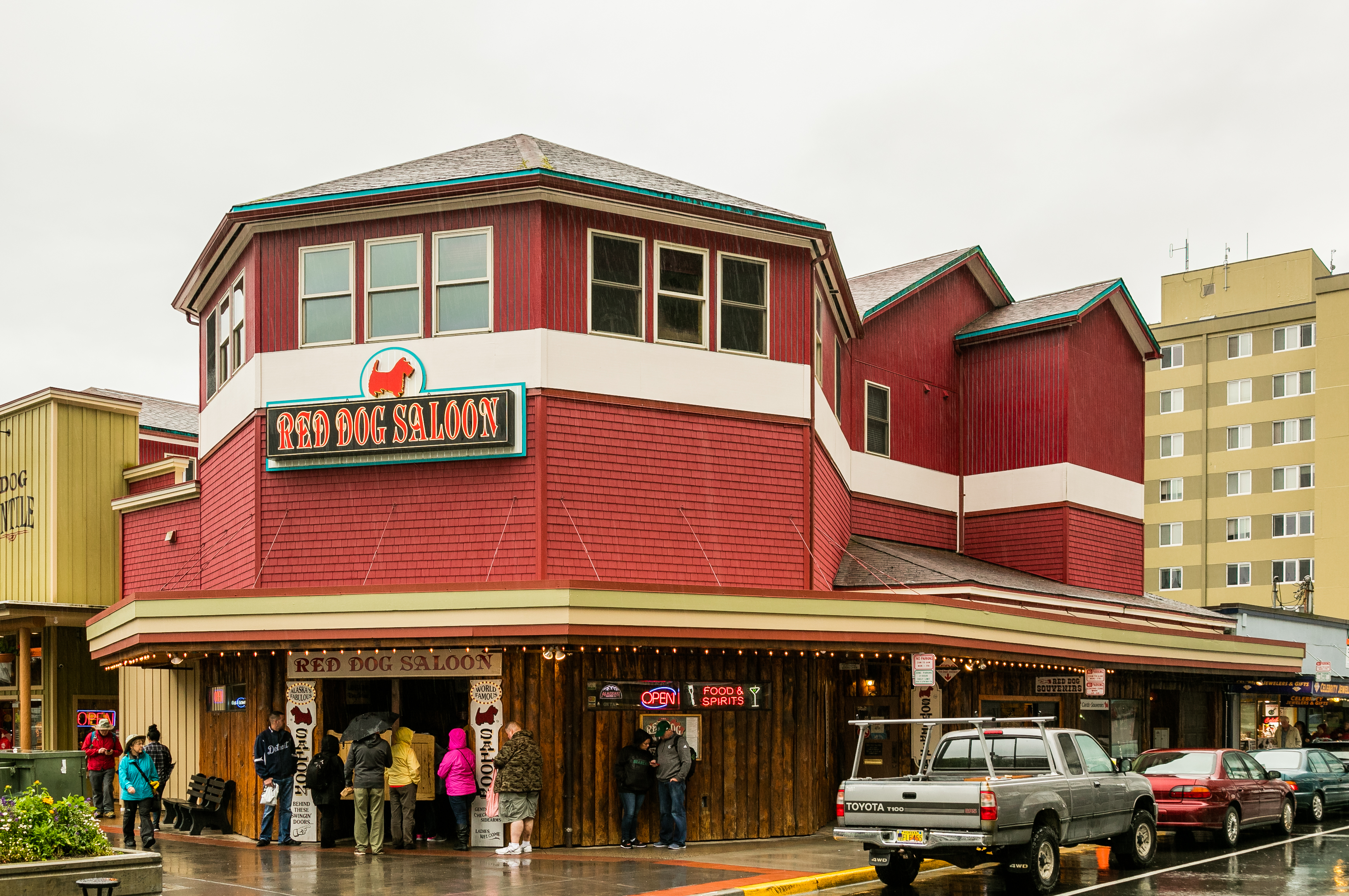
Le Red Dog Saloon.

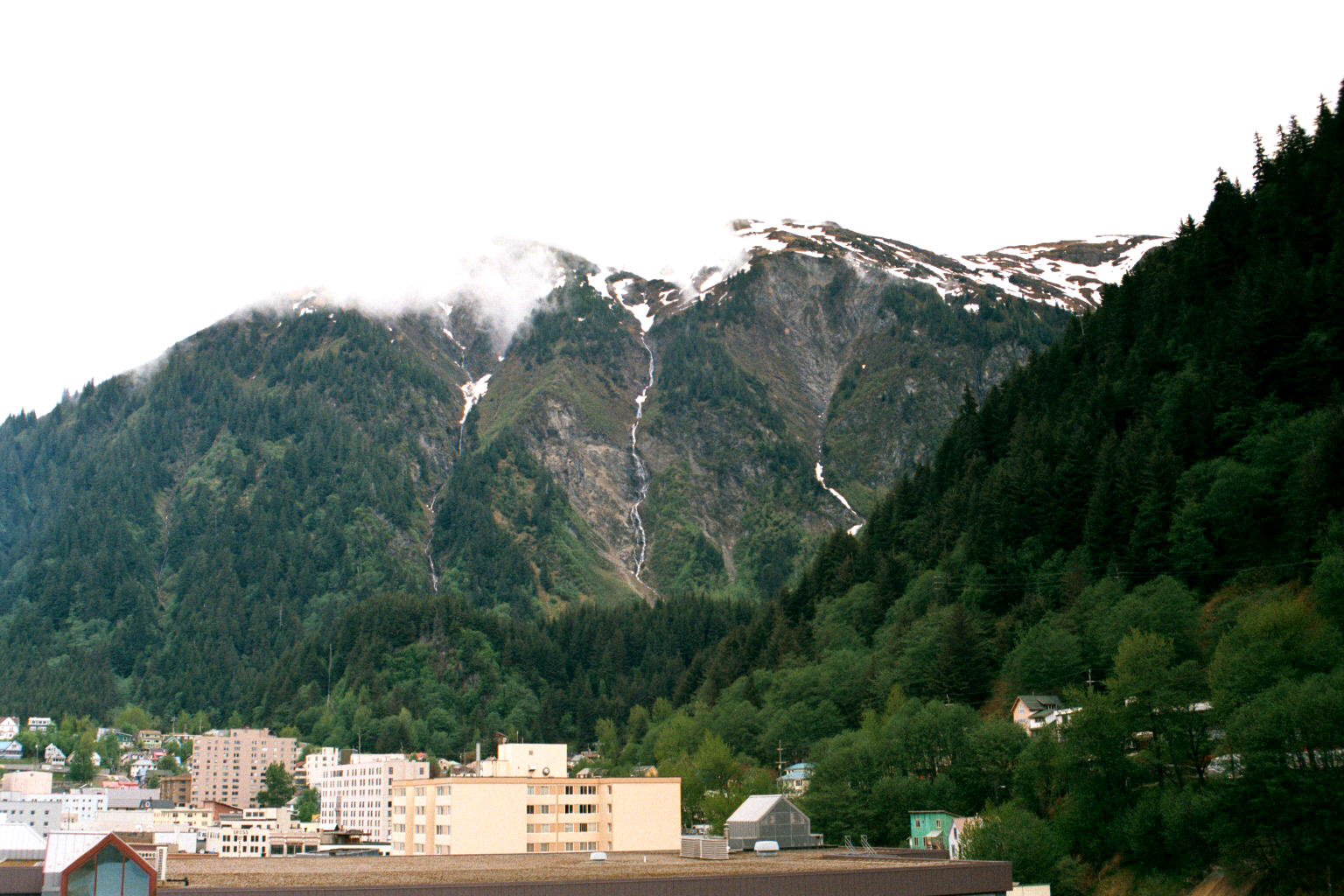
Le mont Juneau.

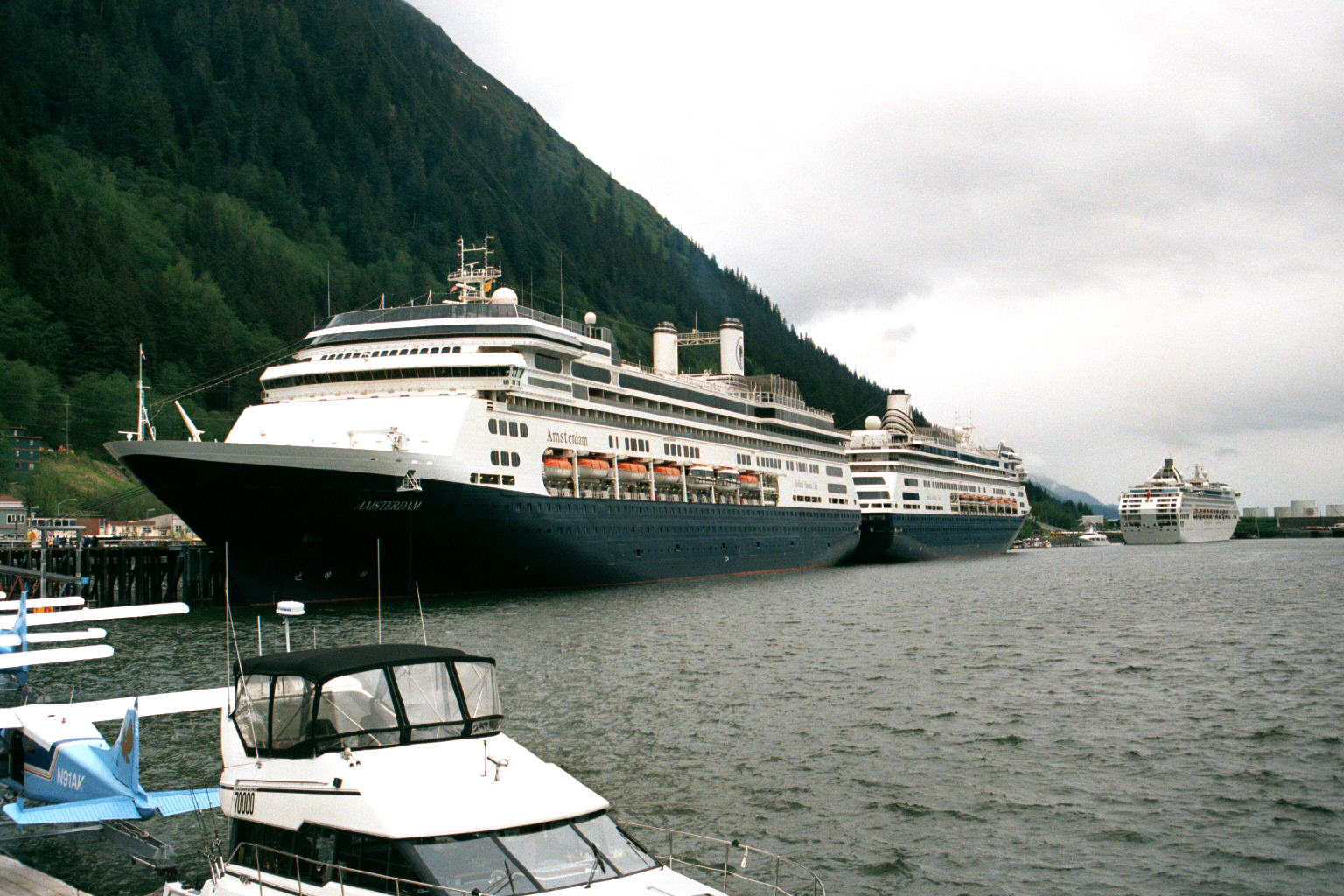
Paquebots à Juneau, symboles du développement touristique de l'Alaska.

- Vladivostok (Russie)
- Camiling (Philippines)
- Whitehorse (Canada)
- Chiayi (Taïwan)
- Mishan (Chine)

## Lieux d'intérêt
- Site archéologique X'unaxi
- On trouve plusieurs églises remarquables de l’Église catholique, dont :
  - la cocathédrale de la Nativité (en) de l’archidiocèse d'Anchorage-Juneau[11] ;
  - le sanctuaire Sainte-Thérèse, reconnu sanctuaire national par la Conférence des évêques catholiques des États-Unis[12].

## Évêché
La ville était le siège du diocèse de Juneau, maintenant fusionné à l’archidiocèse d’Anchorage-Juneau.